# 五趣

上座部法轮

五趣，又作五道，上座佛教《長部》33經記載五趣（巴利語、梵語：pañca-gati）是地獄、畜生、鬼、人、天人，不列入大乘佛教中的阿修羅道。上座佛教多數只承認五道，不把阿修羅獨立出一道，有些部派把阿修羅歸於天道，有些部派把阿修羅歸於鬼道；有些部派則把阿修羅分為兩等，低級的阿修羅歸作鬼道，高階的阿修羅歸於天道。

## 漢傳佛教《阿含經》說法
漢傳佛教《雜阿含經》卷15〈406經〉：「佛告阿難：「盲龜浮木，雖復差違，或復相得。愚癡凡夫漂流五趣，暫復人身，甚難於彼。所以者何？彼諸眾生不行其義、不行法、不行善、不行真實，展轉殺害，強者陵弱，造無量惡故。是故，比丘！於四聖諦當未無間等者，當勤方便，起增上欲，學無間等。」」
漢傳佛教《雜阿含經》卷16〈436經〉：「佛住王舍城迦蘭陀竹園。爾時，佛告諸比丘：「譬如五節相續輪，大力士夫令速旋轉。如是，沙門、婆羅門於此苦聖諦不如實知，此苦集聖諦、苦滅聖諦、苦滅道跡聖諦不如實知，輪迴五趣，而速旋轉，或墮地獄，或墮畜生，或墮餓鬼，或人、或天，還墮惡道，長夜輪轉。是故，比丘！於四聖諦未無間等者，當勤方便，起增上欲，學無間等。」　佛說此經已，諸比丘聞佛所說，歡喜奉行。」
漢傳佛教《長阿含經》卷13〈20經〉：「彼以定心，清淨無穢，柔濡調伏，住無動處，一心修習見生死智證。彼天眼淨，見諸眾生死此生彼、從彼生此、形色好醜、善惡諸果、尊貴卑賤、隨所造業報應因緣皆悉知之。此人身行惡，口言惡，意念惡，誹謗賢聖，信邪倒見，身敗命終，墮三惡道；此人身行善，口言善，意念善，不謗賢聖，見正信行，身壞命終，生天、人中。以天眼淨，見諸眾生隨所業緣，往來五道，譬如城內高廣平地，四交道頭起大高樓，明目之士在上而觀，見諸行人東西南北，舉動所為皆悉見之。摩納！比丘如是，以定心清淨，住無動處，見生死智證。以天眼淨，盡見眾生所為善惡，隨業受生，往來五道皆悉知之，此是比丘得第二明。斷除無明，生於慧明，捨離闇冥，出智慧光，此是見眾生生死智證明也。」